# Каваґое (Міє)

Каваґо́е (яп. 川越町, かわごえちょう, МФА: [kawago.e t͡ɕoː]?) — містечко в Японії, в повіті Міє префектури Міє. Розташоване в північній частині префектури, в гирлі річки Інабе, на березі затоки Ісе. Отримало статус містечка 1961 року. Площа становить 8,71 км². Станом на 1 серпня 2011 року населення складало 14 143  осіб, густота населення — 1620 осіб/км².   